# (21641) Tiffanyko
(21641) Tiffanyko (1999 NC40) – planetoida z pasa głównego asteroid okrążająca Słońce w ciągu 4,47 lat w średniej odległości 2,71 j.a. Odkryta 14 lipca 1999 roku.